# Großer Barrakuda

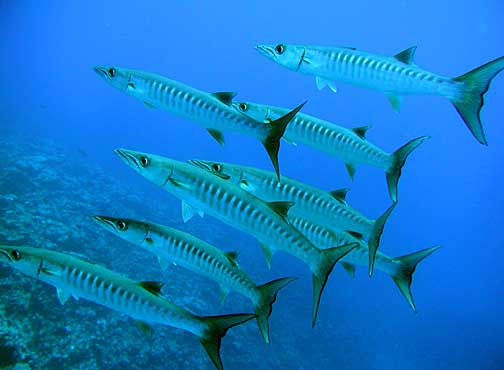
Jungfischschwarm

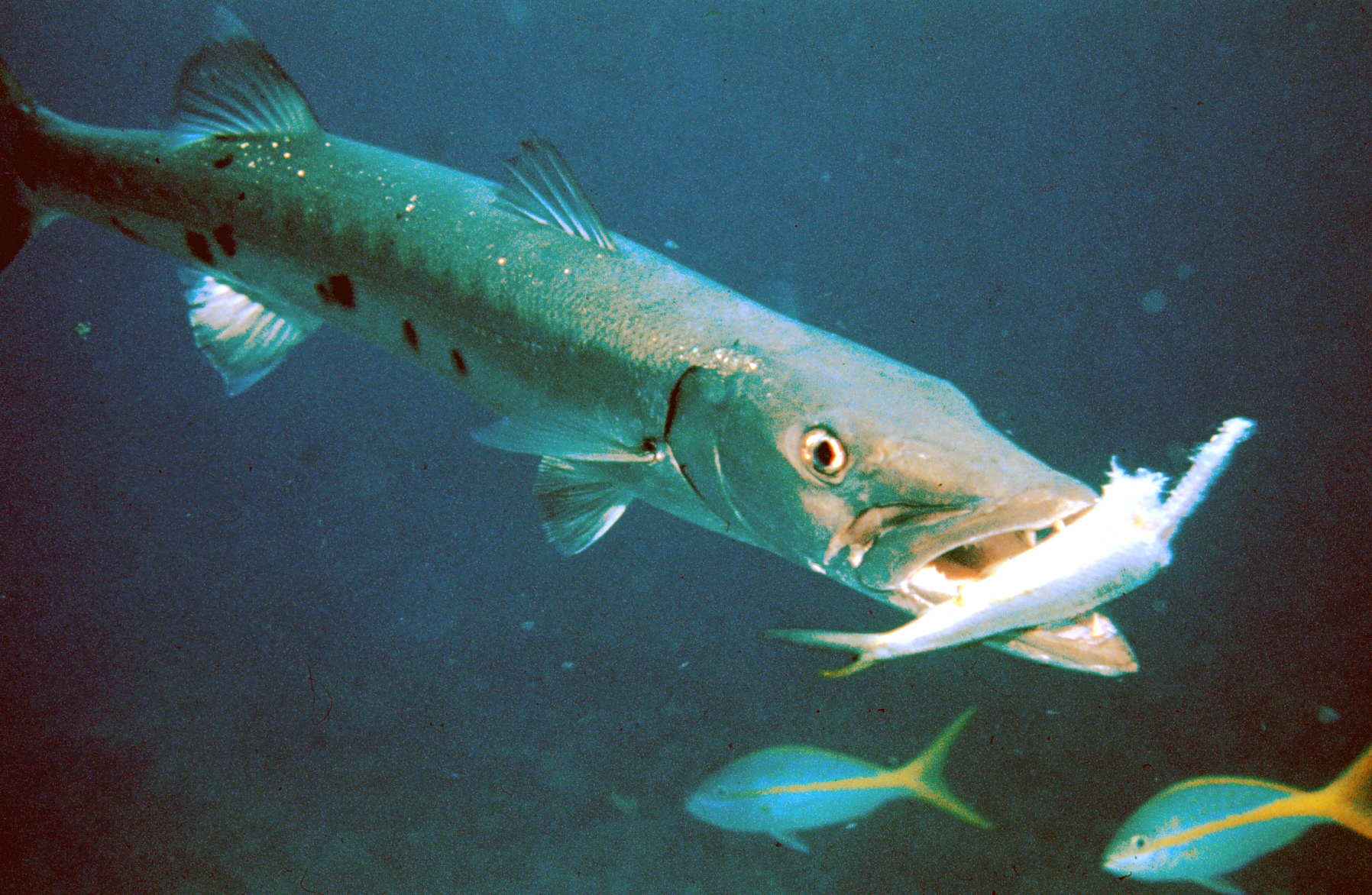
Großer Barrakuda mit Beute

Der Große Barrakuda (Sphyraena barracuda) ist ein Raubfisch, der fast weltweit in wärmeren Meeren vorkommt.

## Verbreitung
Der Große Barrakuda lebt im Roten Meer und im tropischen Indopazifik von der Ostküste Afrikas bis nach Hawaii, den Marquesas und Tuamotu. Im östlichen Pazifik fehlt er. Im westlichen Atlantik kommt er von der Küste Massachusetts über die Bermudas, die Karibik bis an die Südküste Brasiliens vor. Im östlichen Atlantik reicht sein Verbreitungsgebiet von Mauretanien bis nach São Tomé.

## Merkmale
Große Barrakudas werden maximal zwei Meter lang, bleiben aber für gewöhnlich bei einer Länge von 1,40 Metern. Das maximale Gewicht liegt bei 50 kg. Nur der Guinea-Barrakuda (Sphyraena afra) wird mit einer Maximallänge von 2,05 Meter gelegentlich etwas größer. Der Körper ist von großen Schuppen bedeckt und langgestreckt. Der Kopf läuft spitz zu und ist zwischen den Augen flach oder konkav. Die Fische sind oben graubraun, an den Seiten silbrig. Jungfische haben dunkle Querstreifen. After- und Schwanzflosse der Jungfische können schwarz sein.
Das weite Maul ist mit großen, kräftigen und messerscharfen Zähnen besetzt. Die größten Zähne sitzen in der Mitte des Oberkiefers. Zusammen mit den benachbarten Zähnen und den seitlichen des Unterkiefers bilden sie eine durchgehende sägeartige Schneide, mit der Beutefische zerteilt werden können. Der Unterkiefer steht vor. Die beiden Rückenflossen sind kurz und stehen weit auseinander, die erste über den Bauchflossen, die zweite über der Afterflosse. Die Bauchflossen stehen weit vorne, unmittelbar hinter den Brustflossen. Die Schwanzflosse ist gegabelt und kann auf dem unteren Lobus mit einigen dunklen Flecken gemustert sein. Die Seitenlinie ist deutlich ausgeprägt. Äußere Geschlechtsunterschiede bestehen nicht.
Flossenformel: Dorsale VI/9, Anale I/10.

## Lebensweise
Große Barrakudas sind tagaktiv und leben von der Wasseroberfläche bis in Tiefen von 100, maximal von 200 Metern. Ausgewachsene Exemplare sind Einzelgänger und nur selten in kleinen Gruppen anzutreffen. Sie halten sich in der Nähe von Außenriffen, in Flussmündungen und in Lagunen auf und stehen meist unbeweglich auf Beute lauernd im Freiwasser. Jungfische leben immer in Schwärmen, in Innenriffen und auch in Mangroven oder Flussmündungen. Große Barrakudas ernähren sich zu 95 % von Fischen, daneben von Kopffüßern und manchmal auch von Garnelen. Jungfische erbeuten vor allem Heringsartige, Grundeln, Ährenfische, kleine Meerbarben und Eidechsenfische. Ausgewachsene Barrakudas erbeuten größere Fische des Freiwassers wie Makrelen, Stachelmakrelen und Goldmakrelen. Mit ihrem kräftigen Zubiss sind sie in der Lage, große Fische ihres eigenen Durchmessers mit einem Biss zu durchtrennen. Es wurde beobachtet, dass sie Beutefische in flaches Wasser trieben und dann fraßen.

## Fortpflanzung
Die Vermehrung der Großen Barrakudas ist nicht gut erforscht. Einige Wissenschaftler behaupten, dass sie im Frühjahr laichen, andere meinen beobachtet zu haben, dass sie sich mit Ausnahme der kühleren Monate das ganze Jahr über bei Vollmond fortpflanzen. Möglicherweise ist die Fortpflanzungszeit in verschiedenen Gebieten unterschiedlich.
Große Barrakudas betreiben keine Brutpflege und setzen Laich und Sperma im Freiwasser ab. Dazu suchen sie flache Küstengewässer oder Flussmündungen auf. Die Larven schlüpfen nach etwa ein bis zwei Tagen und sind dann nur 2 mm lang. Nach drei Tagen beginnen sie zu fressen. Zunächst halten sie sich in geschützten Bereichen auf und gehen mit einer Länge von 30 bis 50 cm zu einem Leben in offeneren Gewässern über. Die Männchen werden nach zwei Jahren geschlechtsreif, die Weibchen nach vier Jahren.

## Nutzung
Große Barrakudas werden als Speisefische gefangen und das Fleisch wird frisch, getrocknet oder eingesalzen vermarktet. Das Fleisch großer Exemplare kann allerdings durch Ciguatoxine vergiftet sein. Besonders häufig sind ciguatoxische Exemplare in der Karibik. In anderen Teilen des Verbreitungsgebietes sind sie seltener, an der Küste Westafrikas kamen bisher keine Vergiftungen vor.

## Unfälle
Große Barrakudas können mit ihren scharfen Zähnen tiefe Wunden reißen, und wie bei allen großen Barrakudaarten kann es auch bei ihnen zu Unfällen kommen, wenn das Tier einen harpunierten Fisch stehlen will oder glitzernde Objekte wie Uhren und Schmuck mit einem zappelnden Fisch verwechselt. Gefährlich ist es auch in Gebieten, in denen die Barrakudas daran gewöhnt sind, gefüttert zu werden. Angriffe erfolgen plötzlich und enden nach einer Attacke wieder. Bisse erfolgen meist in die Arme oder die Beine. Aus einem Jachthafen in Florida ist ein Fall dokumentiert, bei dem eine Frau, die ein Boot unter der Wasserlinie reinigen wollte, von einem Großen Barrakuda angegriffen wurde, direkt nachdem sie ins Wasser gesprungen war. Der Barrakuda biss ihr in den Arm, ließ aber sofort wieder los. Anschließend folgte ein kräftiger Biss in das Gesäß. Die Verletzungen und die Blutungen waren so schwer, dass Lebensgefahr bestand und die Frau in einer aufwendigen Operation gerettet werden musste. Die Heilung dauerte mehrere Monate.